# Brewstrov kot
Brewstrov kot (tudi kot polarizacije) je vpadni kot pri katerem je odbita svetloba, ki se je odbila na meji dveh sredstev popolnoma linearno polarizirana v ravnini, ki je pravokotna na vpadno ravnino. Žarek, ki pa je prešel mejo obeh sredstev, pa je delno polariziran v vpadni ravnini. Pri tem je kot med lomljenim in odbitim žarkom pravi kot (90°). Včasih imenujejo pravilo, po katerem sta povezana lomna količnika in Brewstrov kot tudi Brewstrov zakon. 
Kot označujemo s {\displaystyle \theta _{B}\!}.
Kot se imenuje po škotskem fiziku in pisatelju Davidu Brewstru (1781 – 1868), ki ga je odkril v letu 1815.

## Fizikalne osnove
Kadar svetloba naleti na mejo med dvema sredstvoma, ki imata lomna količnika različna {\displaystyle n_{1}\!} in {\displaystyle n_{2}\!}, se del svetlobe odbije v skladu s Fresnelovimi enačbami, del pa se lomi po lomnem zakonu in nadaljuje pot v drugem sredstvu. 
Če označimo vpadni kot z {\displaystyle \theta _{1}\!} in lomni kot z {\displaystyle \theta _{2}\!}, potem velja
{\displaystyle \theta _{1}+\theta _{2}=90^{\circ },}
Iz tega dobimo:
{\displaystyle \tan {\theta _{B}}={\frac {n_{2}}{n_{1}}}}
ali
{\displaystyle \theta _{B}=\arctan \left({\frac {n_{2}}{n_{1}}}\right)\!}
kjer je
- {\displaystyle n_{1}\!} lomni količnik prvega sredstva
- {\displaystyle n_{2}\!} lomni količnik drugega sredstva

Vsa svetloba, ki ima p polarizacijo se lomi in prehaja v drugo sredstvo, svetloba, ki ima s polarizacijo, pa se odbije. Če uporabimo ploščico iz prozorne snovi, na katero pada svetloba pod Brewsterovim kotom, dobimo po prehodu ploščice polarizirano svetlobo. Ploščica deluje kot polarizator.

## Uporaba
Pojav s pridom uporabljajo v fotografiji, da se odpravijo nezaželeni odboji na vodi (glej posnetka).
Prav tako tudi polarizacijska očala uporabljajo pojav za odpravo odbojev na različnih  površinah.